# Szergej Ivanovics Ognyov taxonjai

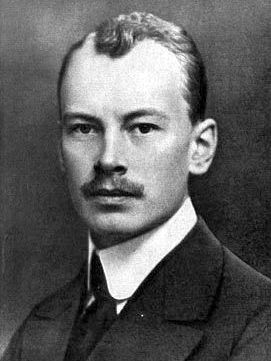
Szergej Ivanovics Ognyov

Ezen a listán azok a taxon nevek szerepelnek, amelyeket Szergej Ivanovics Ognyov (1886 – 1951) alkotott. Azok a taxon nevek, amelyek nincsenek belinkelve, manapság csak szinonimaként használtak (az alábbi lista nem teljes):

## Eulipotyphla
- Erinaceus centralrossicus Ognev, 1926 - európai sün
- Erinaceolus Ognev, 1928 - Hemiechinus
- Hemiechinus auritus major Ognev & Heptner, 1928 - Hemiechinus auritus libycus
- Hemiechinus auritus turkestanicus Ognev, 1928 - Hemiechinus auritus megalotis
- Mesechinus Ognev, 1951
- Paraechinus hypomelas eversmanni Ognev, 1927
- Crocidura dinnicki Ognev, 1922 - keleti cickány
- Crocidura pamirensis Ognev, 1928 - keleti cickány
- Crocidura zarudnyi Ognev, 1928
- Neomys soricoides Ognev, 1922 - Miller-vízicickány
- Neomys argenteus Ognev, 1922 - közönséges vízicickány
- Neomys brachyotus Ognev, 1922 - közönséges vízicickány
- Neomys balkaricus Ognev, 1926 - Neomys teres
- Sorex iochanseni Ognev, 1933 - erdei cickány
- Sorex uralensis Ognev, 1933 - erdei cickány
- Sorex buchariensis Ognev, 1921
- Sorex melanderi Ognev, 1928 - törpecickány
- Sorex mirabilis Ognev, 1937
- Sorex satunini Ognev, 1922
- Sorex volnuchini Ognev, 1922

## Denevérek
- Murina ussuriensis Ognev, 1913
- Hypsugo velox Ognev, 1927 - Hypsugo alaschanicus
- Hypsugo savii tauricus Ognev, 1927 - Hypsugo savii caucasicus; az alpesi denevér egyik alfaja

## Rágcsálók
- Dipus innae (Ognev, 1930) - sivatagi ugróegér
- Szevercov-szöcskeegér (Sicista severtzovi) Ognev, 1935
- Sicista siberica Ognev, 1935 - csíkos szöcskeegér
- Platacanthomyini Ognev, 1947 - tüskéspelefélék
- Typhlomyinae Ognev, 1947 - tüskéspelefélék
- Myospalax incertus Ognev, 1936 - szibériai zokor
- Myospalax tarbagataicus Ognev, 1936 - szibériai zokor
- Arvicola caucasicus Ognev, 1933 - közönséges kószapocok
- Arvicola cubanensis Ognev, 1933
- Arvicola djukovi Ognev & Formosov, 1927
- Arvicola ferrugineus Ognev, 1933
- Arvicola jacutensis Ognev, 1933
- Arvicola jenissijensis Ognev, 1933
- Arvicola kuznetzovi Ognev, 1933
- Arvicola meridionalis Ognev, 1922
- Arvicola pallasi Ognev, 1913
- Arvicola tataricus Ognev, 1933
- Arvicola taurica Ognev, 1923
- Arvicola turovi Ognev, 1933
- Arvicola variabilis Ognev, 1933
- Arvicola volgensis Ognev, 1933 - közönséges kószapocok
- Chionomys personatus Ognev, 1924 - Chionomys roberti
- Chionomys loginovi (Ognev, 1950) - havasi pocok
- Microtus innae Ognev, 1950 - Microtus ilaeus
- Microtus kirgisorum (Ognev, 1950) - Microtus ilaeus
- Microtus caspicus Ognev, 1950 - Microtus levis
- Microtus rossiaemeridionalis Ognev, 1924 - Microtus levis
- Microtus paradoxus Ognev & Heptner, 1928
- Microtus nikolajevi Ognev, 1950 - társas pocok
- Microtus satunini Ognev, 1924 - társas pocok
- Microtus ciscaucasicus (Ognev, 1924) - Major-földipocok
- Alexandromys Ognev, 1914 - a Microtus nem egyik alneme
- Microtus buturlini (Ognev, 1922) - keskenyfejű pocok
- Microtus dukelskiae Ognev, 1950
- Microtus kossogolicus (Ognev, 1923)
- Microtus major (Ognev, 1923)
- Microtus tarbagataicus Ognev, 1944
- Microtus tundrae Ognev, 1944 - keskenyfejű pocok
- Microtus argyropoli Ognev, 1944 - csalitjáró pocok
- Microtus argyropuli Ognev, 1950
- Microtus argyropuloi Ognev, 1952 - csalitjáró pocok
- Microtus brevirostris Ognev, 1924 - mezei pocok
- Microtus gudauricus Ognev, 1929
- Microtus macrocranius Ognev, 1924
- Microtus ruthenus Ognev, 1950
- Microtus transcaucasicus Ognev, 1924 - mezei pocok
- Microtus altaicus Ognev, 1944 - északi pocok
- Microtus montiumcaelestinum Ognev, 1944
- Microtus petshorae Ognev, 1944
- Microtus shantaricus Ognev, 1929 - északi pocok
- Wrangel-szigeti örvöslemming (Dicrostonyx vinogradovi) Ognev, 1948
- Lagurus saturatus Ognev, 1950 - lemmingpocok
- Alticola longicaudata Ognev, 1950 - Alticola argentatus
- Alticola rosanovi Ognev, 1940
- Alticola shnitnikovi Ognev, 1940 - Alticola argentatus
- Alticola tuvinicus Ognev, 1950
- Alticola depressus (Ognev, 1944) - Alticola strelzowi
- Alticola desertorum Ognev, 1950 - Alticola strelzowi
- Myodes irkutensis (Ognev, 1924) - deres erdeipocok
- Myodes kolymensis (Ognev, 1922) - deres erdeipocok
- Myodes baikalensis (Ognev, 1924) - sarki erdeipocok
- Myodes laticeps (Ognev, 1924)
- Myodes parvidens (Ognev, 1924) - sarki erdeipocok
- Allocricetulus microdon (Ognev, 1925) - Eversmann-törpehörcsög
- Cricetulus neglectus Ognev, 1916 - szürke hörcsög
- Cricetulus pamirensis Ognev, 1923
- Cricetulus pulcher Ognev, 1924 - szürke hörcsög
- Cricetus latycranius Ognev, 1923 - mezei hörcsög
- Cricetus tauricus Ognev, 1924
- Cricetus tomensis Ognev, 1924 - mezei hörcsög
- Mesocricetus avaricus Ognev & Heptner, 1927 - kaukázusi törpehörcsög
- Tscherskia Ognev, 1914
- Tscherskia albipes Ognev, 1914 - koreai törpehörcsög
- Meriones jaxartensis (Ognev & Heptner, 1928) - Tamariszkusz versenyegér
- Sylvaemus Ognev, 1924 - Apodemus
- Apodemus chorassanicus (Ognev & Heptner, 1928) - izraeli erdeiegér
- Apodemus fulvipectus (Ognev, 1924) - izraeli erdeiegér
- Apodemus septentrionalis Ognev, 1924 - pirókegér
- Apodemus tianschanicus Ognev, 1940 - pirókegér
- Apodemus samariensis Ognev, 1923 - sárganyakú erdeiegér
- Apodemus ciscaucasicus (Ognev, 1924) - kislábú erdeiegér
- Apodemus mosquensis (Ognev, 1913) - kislábú erdeiegér
- Mus musculus borealis Ognev, 1924 - Mus musculus musculus
- Mus musculus funereus Ognev, 1924
- Mus musculus hanuma Ognev, 1948 - Mus musculus musculus
- Rattus ruthenus Ognev & Stroganov, 1936 - házi patkány

## Ragadozók
- Lynx lynx wrangeli Ognew, 1928